# Luiz Vicente De Simoni
Luiz Vicente De Simoni (Novi, Ducado de Gênova, 24 de fevereiro de 1792 – Rio de Janeiro, 10 de setembro de 1881) foi um médico brasileiro.
Formado em medicina na Universidade de Gênova. Foi membro fundador da Sociedade de Medicina do Rio de Janeiro, atual Academia Nacional de Medicina.